# علاء جانب
علاء جانب (25 ديسمبر عام 1973 -) هو شاعر وأستاذ جامعي مصري، يشغل منصب عميد كلية اللغة العربية بجامعة الأزهر بالقاهرة.

## حياته
ولد في قرية عرابة أبو دهب في سوهاج (25 ديسمبر عام 1973م). حصل على لقب أمير الشعراء في الموسم الخامس من مسابقة أمير الشعراء عام 2013، وصدر له مجموعة من الدواوين الشعرية منها ديوان (متورط في الياسمين).

## التعليم
- حاصل على الدكتوراه في الأدب القديم عن موضوع (الصورة الفنية في قصيدة المدح بين ابن سناء الملك والبهاء زهير تحليل ونقد وموازنة) عام 2005.[6]
- حاصل على الماجستير في الأدب والنقد الحديث من كلية اللغة العربية جامعة الأزهر في القاهرة عام 2002.
- حاصل على ليسانس اللغة العربية من جامعة الأزهر في أسيوط عام 1996.[7]

## العمل
- أستاذ مساعد في كلية اللغة العربية في جامعة الأزهر من عام 2011.[7]
- وكيل كلية اللغة العربية في جامعة الأزهر.2020

## إصدارات
| الكتاب             | التاريخ | ملاحظات |
| ------------------ | ------- | ------- |
| أنا وحدي           | 2002    | شعر     |
| ولد ويكتب بالنجوم  | 2002    | شعر     |
| لاقط التوت         | 2013    |         |
| متورط في الياسمين  | 2016    | شعر.    |
| لم يفهموك          | 2019    | شعر.    |
| السكوت             | 2019    | شعر.    |
| كتاب الليل (إعداد) | 2021    | [ 11 ]  |
| ديوان المغني       | 2021    |         |